# Campegius Vitringa der Ältere

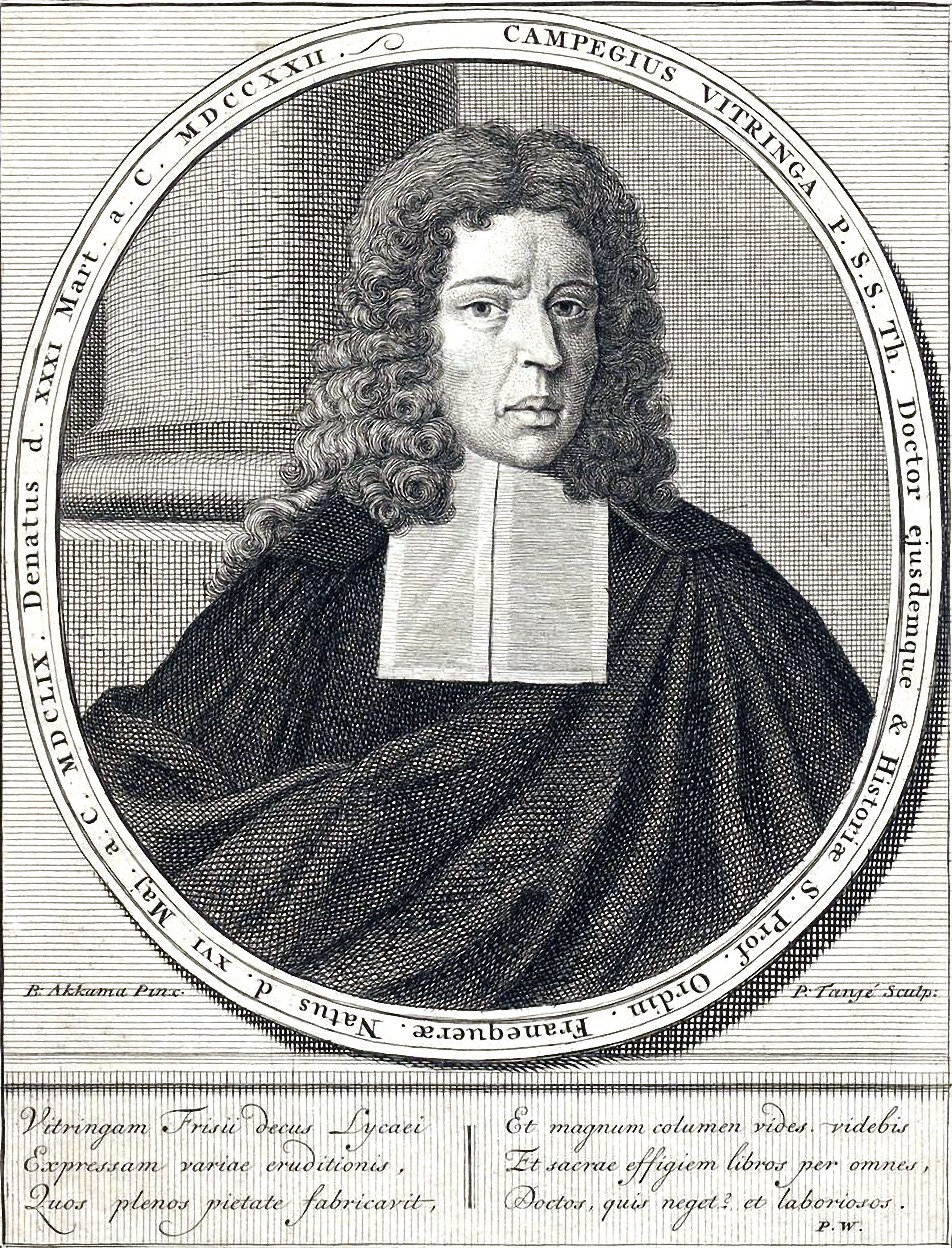
Campegius Vitringa der Ältere, Stich von Pieter Tanjé

Campegius Vitringa der Ältere (* 16. Mai 1659 in Leeuwarden; † 31. März 1722 in Franeker) war ein niederländischer reformierter Theologe.

## Leben
Der Sohn des Sekretärs und Rechtsgelehrten am friesländischen Hof Horatius Vitringa und dessen Frau Albertina von Haen lernte am Gymnasium in seiner Vaterstadt die Grundlagen der lateinischen, der griechischen und der hebräischen Sprache. 1675 studierte er an der Universität Franeker, wo er im ersten Jahr ein Studium der philosophischen Wissenschaften absolvierte. Seine damaligen Lehrer waren Johann Terentius und Nikolaus Blancard. Die beiden nächsten Jahre absolvierte er ein Studium der Theologie bei Hermann Witsius, Nikolaus Arnold und Johannes a Marck. Der große Ruf von Friedrich Spanheim, von Christoph Wittich (1625–1687), von Stephanus le Moine und von Antonius Hulsius bewog ihn 1678 sein Studium an der Universität Leiden fortzusetzen. In Leiden promovierte er am 9. Juli 1679 zum Doktor der Theologie. 
Daraufhin kehrte er nach Leeuwarden zurück, wurde aber nach kurzer Tätigkeit dort am 19. August 1680 zum Professor für orientalische Sprachen an der Universität Franeker ernannt, welches Amt er am 11. Januar 1681 mit der Rede de officio probi sacratum Litterarum Interpretis antrat. Am 8. Mai 1683 übernahm er eine Professur der Theologie, von der aus er am 6. Mai 1693 auf die ordentliche Professur der Kirchengeschichte aufrückte. Trotz lukrativen Berufungen nach Utrecht blieb er der Universität Franeker erhalten, wo er nach einem Herzschlag starb.

## Wirken
Vitringa war einer der geschätztesten Exegeten seiner Zeit. Er verfügte über ein profundes Wissen in der morgenländischen Literatur und bei den jüdischen Altertümern. Als Anhänger des Johannes Coccejus verband er dessen Föderaltheologie mit der Aszetik des Gisbert Voetius. Stärker als Coccejus betonte Vitringa im Testamentsbegriff die göttliche Setzung vor einem menschlichen Anteil am Bunde. Die juristische Terminologie ersetzte er durch eine konsequent biblische. In der Auslegung der Apokalypse korrigierte er die Periodenlehre des Meisters und transponierte das Tausendjährige Reich aus der Kirchengeschichte in die Zukunft.

## Schriften (Auswahl)
- Kommentar zum Jesajabuch. Leeuwarden 1714–1720
- De synagoga vetere libri tres. Franeker 1694
- Sacrum observationum Liber I-IV. Franeker 1683–1708, II Teil 1711–1719
- Archisynagogus, observationibus novibus illustratus:quibus veteris Synagogae constitutio tota traditur, inde deducta Episcoporum Presbyterorumque primae ecclesiae orgine. Franeker 1685
- Einleitung zur richtigen Vorstellung des Tempels in Jerusalem. Franeker 1687
- De Decemviris otiosis ad sacra necessaria veteris Synagogae curanda deputatis liber singularis; in Lightfooti ententiae de hoc argumento non ita pridem a se accept se ratio redditur, quaeque illis nuper objectae sunt, difficultates e medio removentur; illustratio, ubi occasio est, cum locis Sacrae Scripturae turn antiquis civitatis Hebraeorum consuatudinibus. Franeker 1687
- De generatione filii ex Patre et morte fidelium temporali. Disputationes theologicae cum clar. A. H. Roell. Franeker 1689
- Doctrina Christianae religionis per aphorismos summatim descripta. Franeker 1690, 1693, 1702, französisch 1721
- Richtige Erklärung des Tempels Ezechiel’s, verteidigt wider J. H. Coccejus. Harlem 1693
- Anacrysis Apocalypseot Joannis Apostoli, qua in veras interpretendae ejus hypotheses diligenter inquiritur, et ex iisdem interpretatio facta certis historiarum monumentis confirmatur atque illustratur; ea etiam quae Meldensis Praesul Bossuetus in hujus vaticinii commentario supposuit, et exegetico Protestantium  systemate, in visis de Bestia et Babylone Mystica objecit sedulo examinantur. Franeker 1705; Aufl. 1 cum cura recognita, his illis in locis auction Accessit huic editioni index accuratus. Amsterdam 1719, Aufl. 3 Weißenfels 1721
- Oralio de Synodis, earumque utilitale, necessitate et auctoritate.  Franecker 1706
- Hypotyposis historiae et chronologiae sacrae, a mundo condito usque ad finem saeculi primae aerae veteris. Accedit typus doctrinae propheticae. Franeker 1708, Ausg. 2, Leeuwarden 1716, Ausg. 3, Jena 1722
- Commentarius in librum prophetiarum Jesaiae, quo sensus Orationis ejus sedulo investigatur, in veras visorum interpretandorum hypotheses inquiritur, et ex iisdem facta interpretatio antiquae historiae monumentis confirmatur atque illustratur. Teil I. und II.   Leeuwarden 1714–1720
- Auslegung der in dem Evangelio enthaltenen Gleichnisse. Amsterdam 1715
- Typus theologiae practicae, sive de vita spirituali ejusque affectionibus brevis commentatio. Franeker 1716; Ausg. 2 Bremen 1717
- Animadversiones ad methodum Homiliarum Ecclesiasticarum rite instituendarum.  Franeker,  1721; Ausg. 2, Jena 1722
- Untersuchung von dem geheimnißvollen Verstande der Wunderwerke Jesu Christi. Allegorische und mystische Erklärung der Erzählung Mosis von dem sechsten Tagewerk, und Erläuterung einiger prophetischen Schriftsteller. 2. Sam. 23, 1-7. Ps. 68, 8 und 45. Seinen Zuhörern in lateinische Sprache dictiert, und in die niederländische übersetzt, nebst einer Vorrede von H. Venema. Franeker 1725